# Pedro Esquivel

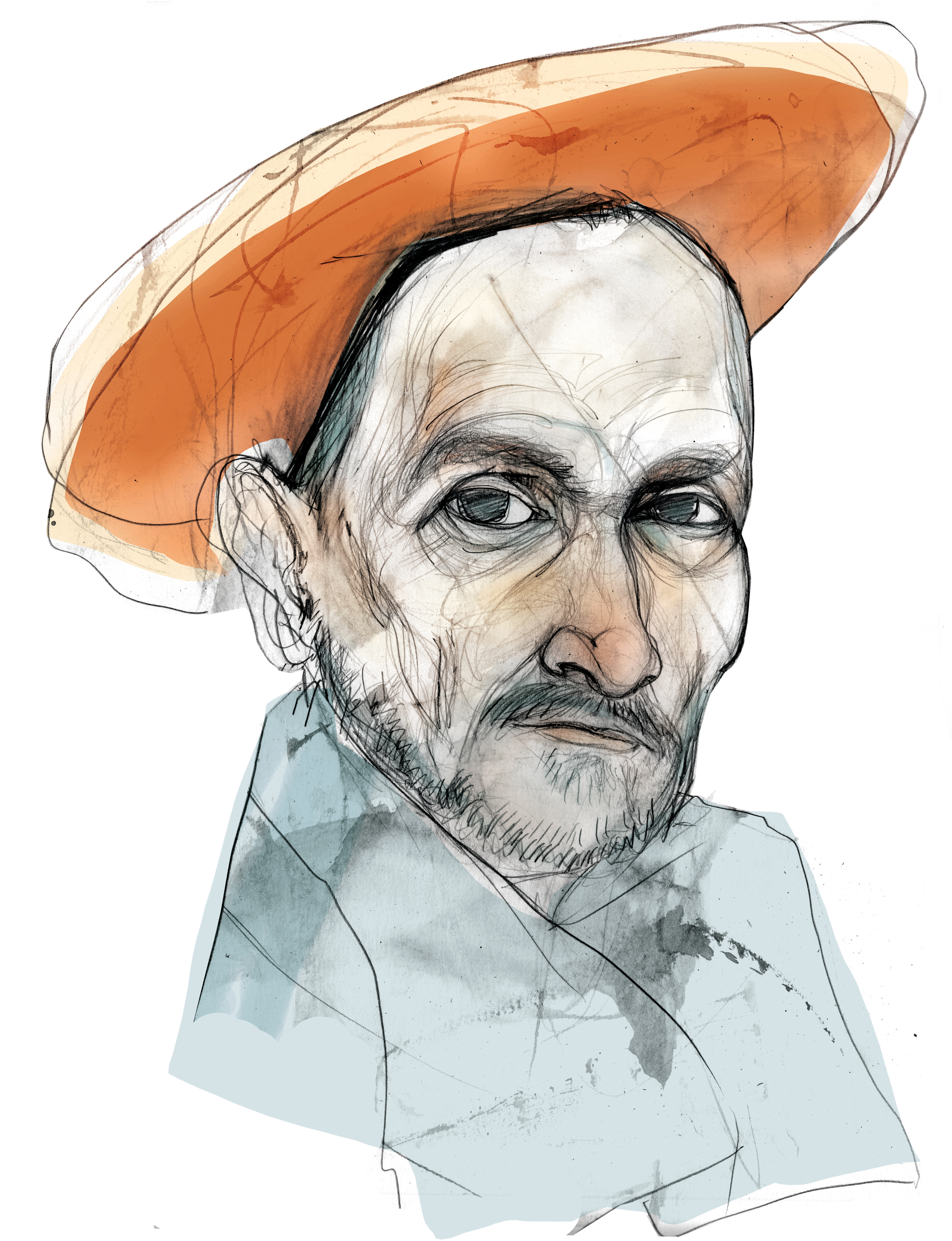
Retrato de Pedro Esquivel

Pedro Esquivel (Alcalá de Henares, ¿año? - 1570) fue un sacerdote, matemático y cosmógrafo español, experto en el levantamiento de planos por métodos matemáticos.

## Biografía
Obtuvo los títulos de Teología y arte en la Universidad de Alcalá, de la que posteriormente fue catedrático de Matemáticas.
Uno de los primeros trabajos de Esquivel fue la determinación del valor de las medidas de los romanos, lo que le sirvió para situar ciudades y pueblos antiguos citados por Ptolomeo. Midió con este objeto la naumaquia y el acueducto de Mérida y parte del camino de la Plata, empleando cadenas de 50 varas en camino llano y el método trigonométrico en las desigualdades del terreno y en la parte montuosa.
El maestro Esquivel proyectó un canal de riego uniendo el Jarama con el Tajo, mucho más viable que el proyectado por su antecesor, Francesco Paciotto, destituido por Felipe II. También participó en la nivelación de la Real Acequia de Colmenar de Oreja, de realización más compleja, y que debía completar el sistema de riegos de la zona Jarama-Tajo. Trabajó bajo la dirección de Juan Francisco Sitoni, junto con otros ingenieros de la época como Juanelo Turriano, Jerónimo Gili y Benito Morales.
En 1551, por encargo de Felipe II, empezó, en colaboración con Pedro Juan de Lastanosa, un mapa geodésico de España por triangulación (Descripción y Corografía de España). Esquivel empleó, por primera vez de forma sistemática, el método de triangulación geométrica que Lastanosa aprendió en Flandes y reflejó en sus escritos. De esta forma debía determinar la posición exacta de poblaciones, ríos y otros accidentes geográficos, labor que hizo hasta su muerte.   Fue sucedido por sus discípulos Felipe de Guevara y el hijo de éste, Diego, a quien pasaron todos sus papeles e instrumentos. Sin embargo, la muerte prematura de Diego de Guevara, poeta laureado en Alcalá de Henares, impidió que este difundiese las técnicas de nivelación con las que conseguir la perfección de su maestro. Felipe II dio órdenes entonces a su secretario, Gonzálo Pérez, para que los papeles e instrumentos pasaran al arquitecto real Juan de Herrera.
El atlas de Esquivel nunca se publicaría, a pesar del altísimo nivel de los mapas acabados que se encuentran en la Biblioteca del Monasterio de El Escorial.
Pedro Esquivel, también en colaboración con Lastanosa, trabajó en otras obras hidráulicas para el rey.